# Egbert ter Mors
Egbert-Jan (Egbert) ter Mors (Enschede, 17 januari 1941) is een voormalig Nederlands voetballer. Hij speelde voor Enschedese Boys, Go Ahead, FC Twente, Rot-Weiss Essen, De Graafschap en PEC Zwolle.

## Loopbaan

### Beginjaren
Hij begon met voetballen in 1949 als achtjarige bij de voormalige vereniging Roombeek (opgeheven in 2001) in de Enschedese wijk Roombeek waar hij opgroeide. De club had geen juniorenteams en hij kon alleen meedoen aan trainingen. Na een jaar ging hij naar de grotere club Enschedese Boys. Hij bereikte de hoogste jeugdelftallen, maakte deel uit van Twentse en oostelijke selectieteams en maakte als zeventienjarige zijn competitiedebuut op 5 oktober 1958, thuis tegen Zwolsche Boys (1-3), in het eerste elftal. 
In zijn eerste volledige seizoen 1959/60 promoveerde hij met Enschedese Boys naar de Eerste divisie door de 2-0 zege in de promotiewedstrijd tegen Heerenveen.

### Jong Oranje
Hij kwam drie keer uit voor Jong Oranje en scoorde bij zijn debuut op 5 november 1963 de derde treffer tegen Noorwegen (3-1).
Zijn tweede optreden was op 28 mei 1964 in thuisstadion Diekman in Enschede tegen West-Duitsland (1-1).
Voor zijn debuut bij Jong Oranje speelde hij een interland in het Nederlands B-elftal. Dat was op 11 november 1962 in de uitwedstrijd tegen het nationale team van Luxemburg (2-6 winst) waarin hij eenmaal scoorde.

### Hogerop
In 1963 kon hij in de Eredivisie voetballen doordat Enschedese Boys hem voor 85.000 gulden verkocht aan Go Ahead. Hij nam na twee jaar afscheid van Go Ahead met de verloren bekerfinale in de Rotterdamse Kuip die Feyenoord vlak voor tijd met 1-0 won.
Hij ging in 1965 naar de nieuwe fusieclub FC Twente waarin zijn voormalige vereniging Enschedese Boys was opgegaan. Op 22 augustus 1965 scoorde hij het eerste competitiedoelpunt in de historie van FC Twente, in de thuiswedstrijd tegen Telstar (1-1). In zijn tweede seizoen raakte hij zijn basisplek een tijdje kwijt, maar keerde na de winterstop weer terug in het elftal. Trainer Kees Rijvers zei dat Ter Mors, die populair was bij het Enschedese publiek, niet constant genoeg was voor een speler van zijn klasse.

### Duitsland
Ter Mors vertrok in de zomer van 1967 naar Rot-Weiss Essen dat zojuist uit de Bundesliga was gedegradeerd. Hij kreeg na een halfjaar een schorsing van vier wedstrijden omdat hij in een oefenduel de scheidsrechter had beledigd.
In zijn tweede seizoen promoveerde hij met Rot-Weiss Essen naar de Bundesliga. Hij wilde anderhalf jaar later, in november 1970, terug naar Nederland maar zijn Duitse club hield hem in eerste instantie aan zijn contract dat liep tot medio 1971. Hij stond in de belangstelling van AGOVV en De Graafschap en kreeg na enig getouwtrek in december 1970 toch toestemming om voor De Graafschap uit te komen. Hij scoorde bij zijn debuut op 20 december 1970 thuis tegen DFC (2-2).

### Terug bij Go Ahead
Hij verruilde De Graafschap na een halfjaar voor Go Ahead waardoor hij weer in de Eredivisie kon uitkomen. Zes jaar na zijn vertrek uit Deventer zag hij met Gerard Somer, Henk Warnas en Nico van Zoghel nog drie  teamgenoten terug uit zijn eerste periode.
Hij vertrok na een seizoen naar PEC Zwolle waar hij maar twee competitieduels zou spelen. Begin september 1972 moest hij op doktersadvies, vanwege slijtage aan zijn linkerheup, op 31-jarige leeftijd zijn voetballoopbaan beëindigen.
Hij startte na zijn voetbalcarrière een bedrijf in muziekboxen en speelautomaten.

## Clubstatistieken
| Seizoen | Club            | Land           | Competitie        | Competitie | Competitie | Beker | Beker | Internationaal | Internationaal | Overig | Overig | Totaal | Totaal |
| Seizoen | Club            | Land           | Competitie        | Wed.       | Dlp.       | Wed.  | Dlp.  | Wed.           | Dlp.           | Wed.   | Dlp.   | Wed.   | Dlp.   |
| ------- | --------------- | -------------- | ----------------- | ---------- | ---------- | ----- | ----- | -------------- | -------------- | ------ | ------ | ------ | ------ |
| 1958/59 | Enschedese Boys | Nederland      | Tweede divisie B  | 5          | 0          | 2     | 0     | 0              | 0              | 0      | 0      | 7      | 0      |
| 1959/60 | Enschedese Boys | Nederland      | Tweede divisie B  | 24         | 1          | –     | 0     | 0              | 0              | 1      | 0      | 25     | 1      |
| 1960/61 | Enschedese Boys | Nederland      | Eerste divisie A  | 15         | 2          | 1     | 0     | 0              | 0              | 0      | 0      | 16     | 2      |
| 1961/62 | Enschedese Boys | Nederland      | Eerste divisie B  | 32         | 8          | 1     | 0     | 0              | 0              | 0      | 0      | '33    | 8      |
| 1962/63 | Enschedese Boys | Nederland      | Eerste divisie    | 27         | 13         | –     | 0     | 0              | 0              | 0      | 0      | 27     | 13     |
| 1963/64 | Go Ahead        | Nederland      | Eredivisie        | 30         | 12         | 2     | 1     | 0              | 0              | 0      | 0      | 32     | 13     |
| 1964/65 | Go Ahead        | Nederland      | Eredivisie        | 27         | 3          | 6     | 0     | 0              | 0              | 0      | 0      | 33     | 3      |
| 1965/66 | FC Twente       | Nederland      | Eredivisie        | 29         | 4          | 3     | 0     | 0              | 0              | 0      | 0      | 32     | 4      |
| 1966/67 | FC Twente       | Nederland      | Eredivisie        | 27         | 3          | 1     | 0     | 0              | 0              | 0      | 0      | 28     | 3      |
| 1967/68 | Rot-Weiss Essen | West-Duitsland | Regionalliga West | 32         | 7          | –     | 0     | 0              | 0              | 8      | 0      | 40     | 7      |
| 1968/69 | Rot-Weiss Essen | West-Duitsland | Regionalliga West | 26         | 3          | 1     | 0     | 0              | 0              | 8      | 2      | 35     | 5      |
| 1969/70 | Rot-Weiss Essen | West-Duitsland | Bundesliga        | 30         | 2          | 2     | 0     | 0              | 0              | 0      | 0      | 32     | 2      |
| 1970/71 | Rot-Weiss Essen | West-Duitsland | Bundesliga        | 17         | 1          | 1     | 0     | 0              | 0              | 0      | 0      | 18     | 1      |
| 1970/71 | De Graafschap   | Nederland      | Eerste divisie    | 15         | 1          | –     | 0     | 0              | 0              | 0      | 0      | 15     | 1      |
| 1971/72 | Go Ahead Eagles | Nederland      | Eredivisie        | 28         | 5          | 2     | 0     | 0              | 0              | 0      | 0      | 30     | 5      |
| 1972/73 | PEC Zwolle      | Nederland      | Eerste divisie    | 2          | 0          | –     | 0     | 0              | 0              | 0      | 0      | 2      | 0      |
| Totaal  | Totaal          | Totaal         | Totaal            | 366        | 65         | 22    | 1     | 0              | 0              | 17     | 2      | 405    | 68     |